# Zbigniew Wielgosz
Zbigniew Wielgosz (ur. 27 maja 1953, zm. 12 stycznia 2016 w Poznaniu) – polski artysta fotograf. Członek rzeczywisty Okręgu Wielkopolskiego Związku Polskich Artystów Fotografików. Mistrz i popularyzator szlachetnych technik fotograficznych.

## Życiorys
Zbigniew Wielgosz absolwent Politechniki Poznańskiej – związany z poznańskim środowiskiem fotograficznym – mieszkał, pracował i tworzył w Poznaniu. Fotografował od połowy lat 80. XX wieku. Szczególne miejsce w twórczości Zbigniewa Wielgosza zajmowała fotografia reklamowa oraz fotografia artystyczna – w zdecydowanej większości wykonywana w dawnych fotograficznych technikach szlachetnych (anthotypia, cyjanotypia, guma, papiery solne). W ostatnich latach swojej twórczości najwięcej czasu poświęcał technice gumy. Przez wiele lat redagował internetową galerię poświęconą fotograficznym technikom szlachetnym Foto Art Gallery. Prowadził wiele wykładów, spotkań, warsztatów związanych z tematyką fotograficznych technik szlachetnych. 
Zbigniew Wielgosz jest autorem i współautorem wielu wystaw fotograficznych; indywidualnych i zbiorowych; poplenerowych oraz pokonkursowych – na których otrzymał wiele medali, nagród, dyplomów, listów gratulacyjnych. W 2009 roku został przyjęty w poczet członków rzeczywistych Okręgu Wielkopolskiego Związku Polskich Artystów Fotografików. Jest autorem zdjęć do albumu Wielkopolski Park Etnograficzny w Dziekanowicach, wydanego przez Pomorską Oficynę Wydawniczo-Reklamową w 2003 roku (nagrodzonego Izabellą 2003 w kategorii Wydawnictwa za Wydarzenie Muzealne Roku w Wielkopolsce). 
Zbigniew Wielgosz zmarł nagle 12 stycznia 2016 roku, pochowany 21 stycznia na Cmentarzu Junikowo przy ul. Grunwaldzkiej 305 w Poznaniu.

## Wystawy indywidualne
| Lp. | Tytuł wystawy                           | Miejsce                                  | Data | Miejscowość         |
| --- | --------------------------------------- | ---------------------------------------- | ---- | ------------------- |
| 1   | Święta góra Grabarka                    |                                          | 1987 | Poznań              |
| 2   | Święta góra Grabarka                    |                                          | 1988 | Piła                |
| 3   | Techniki szlachetne w fotografii – Guma | Galeria Pryzmat                          | 2007 | Szprotawa           |
| 4   | Fotograficzna akwarela – Guma           | Ostrowskie Centrum Kultury - Galeria Pik | 2010 | Ostrów Wielkopolski |

Źródło

## Wystawy zbiorowe
| Lp. | Tytuł wystawy                                      | Miejsce                     | Data | Miejscowość         | Kraj          |
| --- | -------------------------------------------------- | --------------------------- | ---- | ------------------- | ------------- |
| 1   | Międzynarodowy Konkurs Spółdzielni Fotograficznych |                             | 1987 | Budapeszt           | Węgry         |
| 2   | Photo Art                                          |                             | 1988 | Heidelberg          | Niemcy        |
| 3   | International Photo-Town-Cup                       |                             | 1988 | Offenburg           | Niemcy        |
| 4   | Salon Zaproszonych                                 |                             | 1988 | Łódź                | Polska        |
| 5   | Zestaw autorski                                    | Galerii pod Baranami        | 1988 | Kraków              | Polska        |
| 6   | Zamek w Kórniku dawniej i dziś                     | Galeria Wieżowa             | 2006 | Poczdam             | Niemcy        |
| 7   | Dylematy najnowszego piktorializmu polskiego       | Muzeum Regionalne           | 2007 | Chojnów             | Polska        |
| 8   | Alternatives 2008                                  | Quay School Of Arts Gallery | 2008 | Whanganui           | Nowa Zelandia |
| 9   | Grand Prix Remis 2009                              | Ostrowskie Centrum Kultury  | 2009 | Ostrów Wielkopolski | Polska        |
| 10  | Postać ludzka w pejzażu                            | Muzeum Regionalne           | 2009 | Radomsko            | Polska        |
| 11  | Szlachetna Inicjatywa                              | Galeria Obok ZPAF           | 2009 | Warszawa            | Polska        |
| 12  | Wobec Miejsca i Czasu II                           | Ratusz we Wrocławiu         | 2010 | Wrocław             | Polska        |
| 13  | Szlachetny kolektyw/Edles Kollektiv                | Muzeum-Zamek Górków         | 2011 | Szamotuły           | Polska        |
| 14  | Wobec Miejsca i Czasu III – Tożsamość Subiektywna  | Galeria Zamek Książ         | 2011 | Wałbrzych           | Polska        |
| 15  | Wobec Miejsca i Czasu III – Tożsamość Subiektywna  | Galeria Sztuki Współczesnej | 2012 | Brzeg               | Polska        |

Źródło

## Publikacje (albumy)
- Wielkopolski Park Etnograficzny w Dziekanowicach (Pomorska Oficyna Wydawniczo-Reklamowa 2003)[1][14]